# Theloderma petilum
Theloderma petilum es una especie de ranas de la familia Rhacophoridae. Habita en el norte de Laos y el noroeste de Vietnam.